# Tchagra à tête noire
Tchagra senegalus
Espèce
Statut de conservation UICN

 LC  : Préoccupation mineure
Le Tchagra à tête noire (Tchagra senegalus) est une espèce d'oiseaux de la famille des Malaconotidae.
Cet oiseau vit en Afrique et le sud de la péninsule Arabique.